# پنج فضیلت
پنج فضیلت (به ژاپنی: 五徳 ごとく) یا فضیلت‌های پنج‌گانه کنفسیوس‌گرایی است. عبارت هستند از:
- لی (Li؛ ادب) یا ری (به ژاپنی: 礼 れい)
- رِن (Ren؛ انسانیت یا مروت) یا «جین» (به ژاپنی: 仁 じん)
- یی (Yi؛ صداقت، درستی اخلاقی) یا گی (به ژاپنی: 義 ぎ)
- ژی (Zhi؛ قدرت تشخیص درست و غلط، علم اخلاق) یا «چی» (به ژاپنی:智 ち)
- شین (Xin؛ حقیقت) یا شین (به ژاپنی: 信 しん)

این پنج فضیلت همراه با سه طریقت، اطاعت رعیت از حاکم، اطاعت فرزند از پدر، اطاعت زن از شوهر سه طریقت پنج فضیلت (به چینی: 三纲五常) خوانده می‌شود.

## هشت فضیلت
در صورتیکه به پنج فضیلت بالا سه فصیلت دیگر افزوده شود به آن هشت فضیلت کنفوسیوس می‌گویند:
- وفاداری، یا چو (به ژاپنی: 忠 ちゅう) در ژاپنی به وفاداری نسبت به ارباب چوگی (忠義) گفته می‌شود.
- تقوای فرزندی یا کو (به ژاپنی: 孝 こう) به معنای احترام به پدر و مادر است.
- احترام به بزرگ‌تر یا تی (به ژاپنی: 悌 てい) به معنای احترام و اطاعت از برادر و اشخاص بزرگ‌سال‌تر است.